# 王怀忠
王怀忠（1946年8月1日—2004年2月12日），男，安徽亳州人，中华人民共和国政治人物。

## 生平
王怀忠自幼丧父，出身贫苦。1993年，担任阜阳市市长。1996年，担任中共阜阳市委书记。1999年，升任安徽省副省长。2003年，因受贿案被判处死刑。2004年执行。其伪造大量发票，部分发票的签名甚至是“秦始皇”、“叶利钦”、“克林顿”和“地府”等。阜阳市市民称之为“王三亿”。
2015年4月14日，媒体“大纪元”爆料称（报道真实性存疑），王怀忠被判处死刑的真实原因是其在坦白犯罪时，交代了向江泽民的妹妹江泽慧行贿450万元人民币的事实。